# Tipula (Lunatipula) megalabiata
Tipula (Lunatipula) megalabiata is een tweevleugelige uit de familie langpootmuggen (Tipulidae). De soort komt voor in het Nearctisch gebied.